# Équipe cycliste Intermarché-Wanty
Pour les articles homonymes, voir AJW.
Cet article concerne l'équipe continentale puis continentale professionnelle sponsorisée par Vérandas Willems de 2008 à 2012, pour les autres équipes sponsorisées par cette société, voir Équipe cycliste Verandas Willems (homonymie) .
L'équipe cycliste Intermarché-Wanty, anciennement appelée Willems Veranda's, Accent Jobs, Wanty-Groupe Gobert, Circus-Wanty Gobert, Intermarché-Wanty-Gobert puis Intermarché-Circus-Wanty est une équipe cycliste belge créée en 2008. Elle est dirigée par Jean-François Bourlart. Elle court avec une licence UCI WorldTeam depuis 2021 (première division du cyclisme sur route masculin).
L'équipe Wanty-Re Uz-Technord lui sert d'équipe réserve.

## Histoire de l'équipe

### 2008-2010: Création de Willems Veranda's

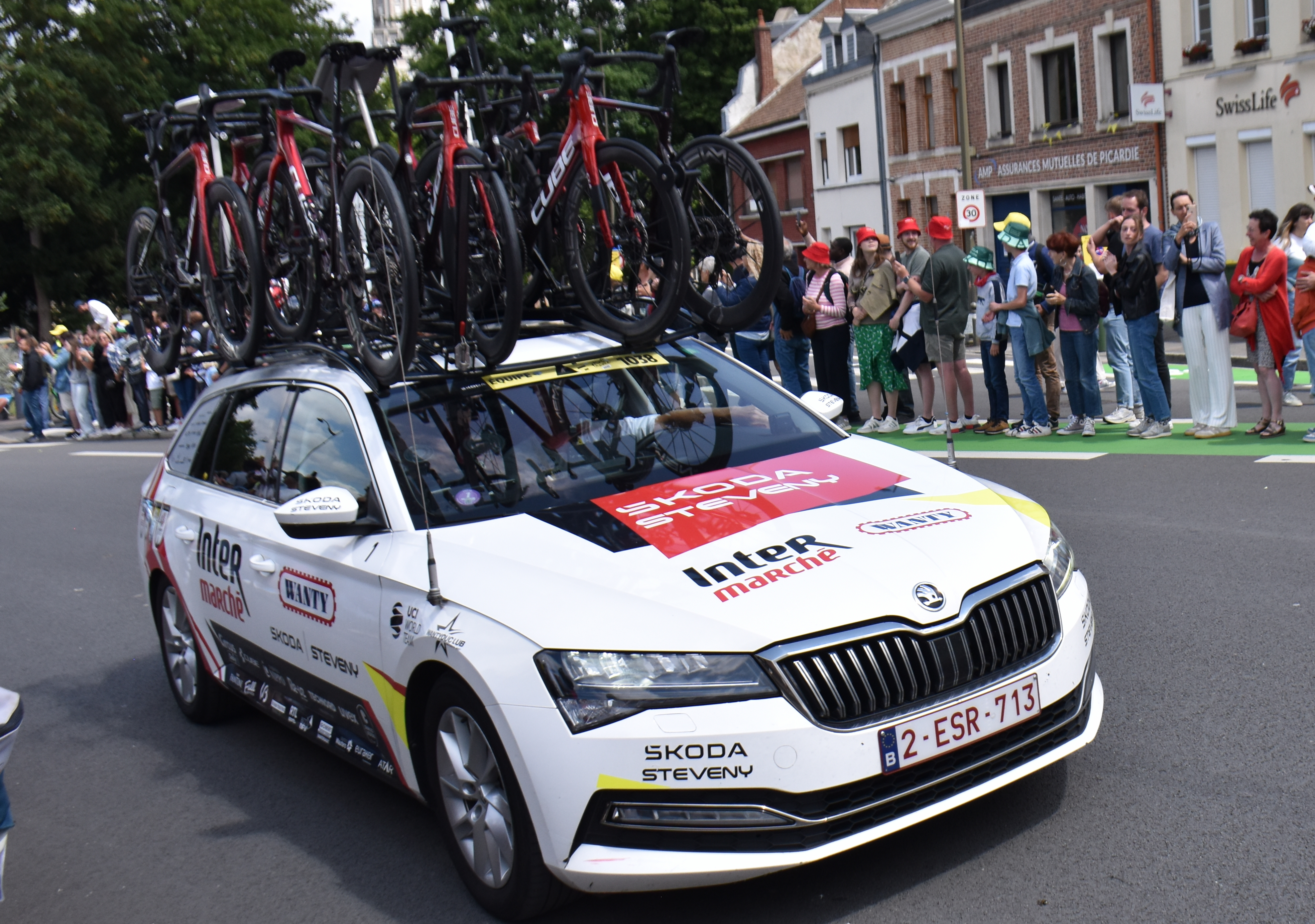
Tour de France 2025 - Véhicule Intermarché-Wanty.

L'équipe continentale Veranda's Willems est lancée en 2008 sur les bases du Vélo Club d'Ath, un club amateur belge fondé en 1974. La structure est basée à Isières. Entre 2008 et 2010, elle participe principalement à des épreuves de l'UCI Europe Tour. En 2010, Stefan van Dijk (qui a remporté de nombreuses courses belges) termine deuxième du classement individuel, tandis que Verandas Willems se classe neuvième du classement par équipes.

### 2011-2020: équipe référence de deuxième division

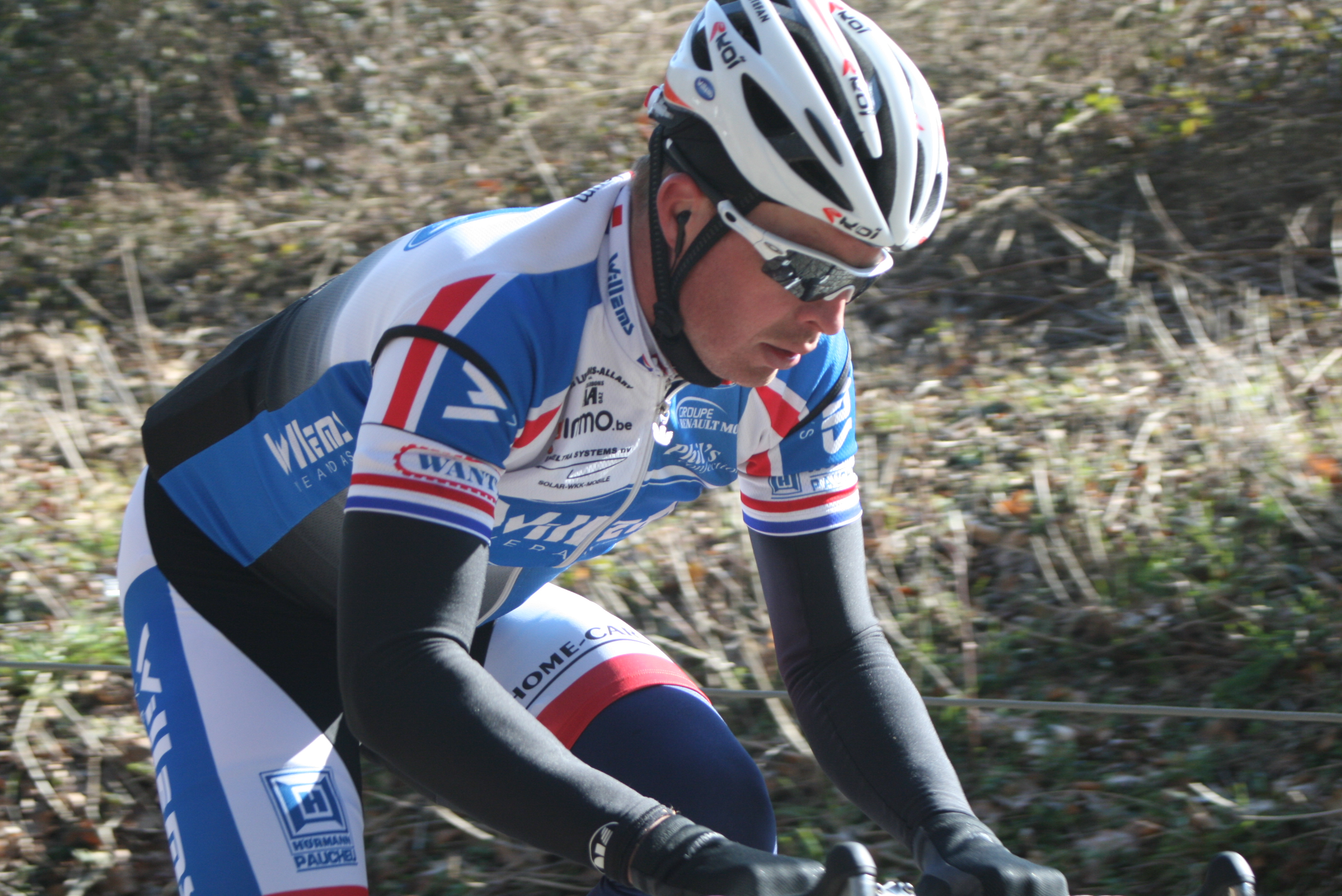
Stefan van Dijk au mont Kemmel lors des Trois Jours de Flandre-Occidentale 2010.

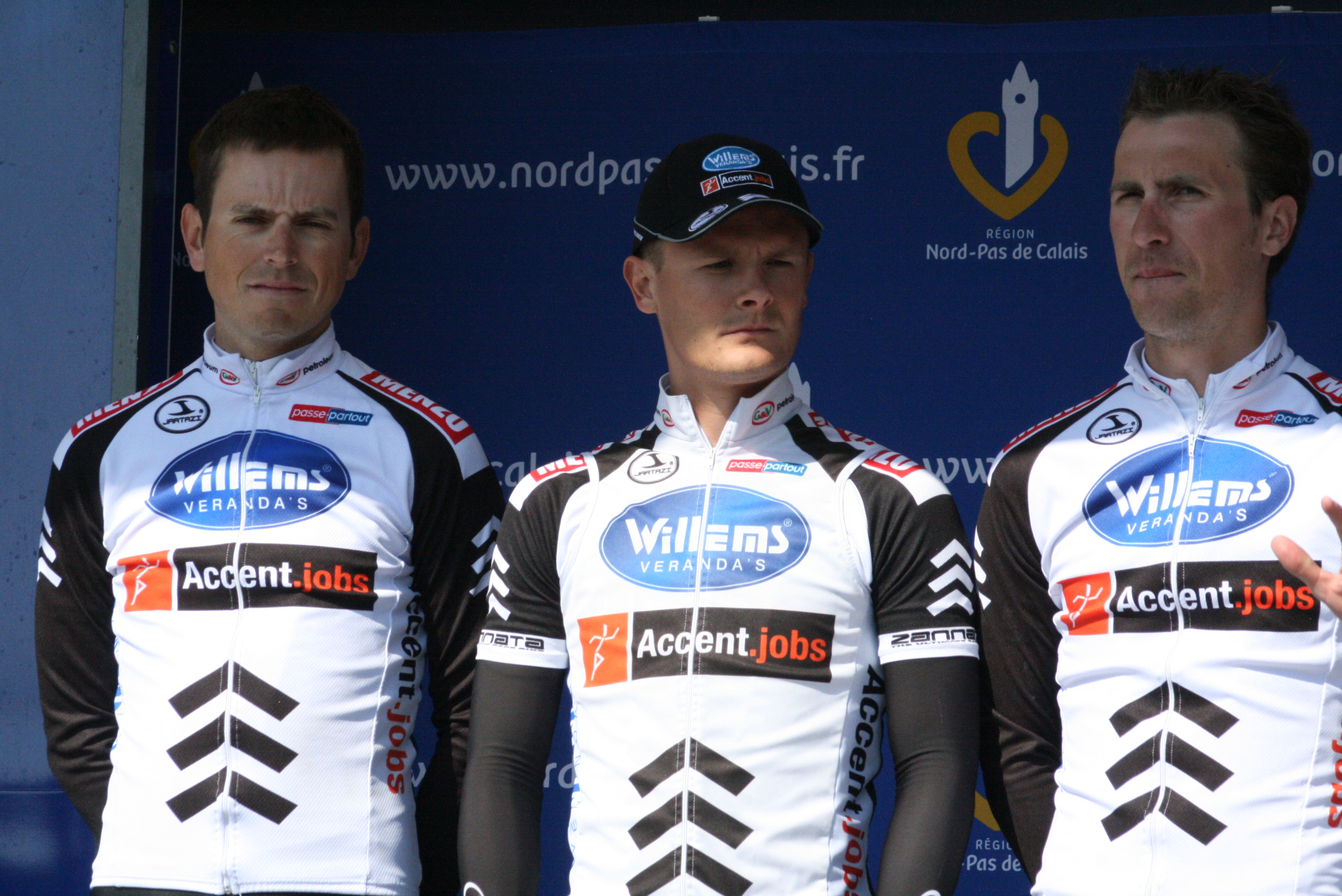
Jurgen Van Goolen, Steven Caethoven et Grégory Habeaux en 2011.

La saison 2011 voit l'équipe Veranda Willems passer au niveau supérieur avec l'acquisition d'une licence d'équipe continentale professionnelle. L'arrivée de la société de travail temporaire Accent comme deuxième sponsor, à un niveau égal à celui de Veranda Willems, permet de porter le budget à 1,75 million d'euros. L'équipe est désormais la propriété de l'entreprise Belgian Procycling Team. Jurgen Van Goolen, Staf Scheirlinckx, Steven Caethoven, Wim De Vocht sont notamment recrutés.
En 2012, Leif Hoste intègre l'équipe et en devient le leader. Cette saison est marquée par la mort de Rob Goris, victime d'un arrêt cardiaque à trente ans. En septembre 2012, la société Want You Cycling est créée pour gérer la structure. Les fondateurs sont le manager général Jean-François Bourlart, ainsi que Benoit Soenen, Christophe Wanty, Ronald Gobert et David Sauvage.
En 2013, le Groupe Wanty remplace Veranda Willems en tant que deuxième sponsor. Thierry Marichal passe à la tête de la direction sportive, en remplacement de Lucien Van Impe. Huit coureurs quittent l'équipe, dont Leif Hoste et Kevyn Ista, et sept autres sont recrutés, notamment le sprinteur italien Danilo Napolitano et l'ancien champion de France Nicolas Vogondy. Durant cette année, l'équipe Accent Jobs-Wanty obtient trois victoires, dont une sur le calendrier internationale (une étape des Trois Jours de Flandre-Occidentale par Danilo Napolitano), alors que le manager Jean-François Bourlart en espérait huit. Celui-ci explique en partie par la malchance ces résultats : « Huit de nos dix-huit coureurs ont été opérés depuis le début de l’année. Il y a eu de très longues indisponibilités et des blessures survenant aux mauvais moments, comme Napolitano, blessé en Turquie alors qu’il arrivait en belle forme. »
À l'issue de la saison 2013, Accent Jobs met fin à son partenariat et Groupe Gobert devient le nouveau sponsor de l'équipe en 2014. Le budget de celle-ci, d'environ 3 millions d'euros est inchangé. Plusieurs coureurs issus de l'équipe Vacansoleil-DCM (qui est dissoute) sont recrutés, dont Björn Leukemans, appelé à devenir le nouveau leader, ainsi que le directeur sportif Hilaire Van der Schueren,.
Entre 2016 et 2018, elle remporte à trois reprises le classement par équipes de l'UCI Europe Tour . Invitée également à certaines courses de l'UCI World Tour, la formation belge décroche en 2016, son plus beau succès avec la victoire d'Enrico Gasparotto sur l'Amstel Gold Race. Elle participe également à trois reprises au Tour de France en 2017, 2018 et 2019, où son grimpeur Guillaume Martin s'illustre.
Pour la saison 2019, elle est renommée Wanty-Gobert. Elle s'associe avec le Club cycliste Étupes, un club amateur français. Ce partenariat doit notamment permettre à l'équipe belge, selon son manager Jean-François Bourlart, de « garder un œil sur les talents évoluant en France, notamment dans les reliefs montagneux qu’on ne rencontre pas en Belgique ». Le CC Étupes bénéficie du soutien matériel de Wanty-Gobert, une économie de budget qui va lui permettre d'envoyer une équipe sur deux courses organisées en même temps. En contrepartie, le CC Étupes doit accueillir « un ou deux coureurs belges » dans son effectif à partir de la saison 2020.
En 2020, elle est renommée Circus-Wanty Gobert. Le site de casinos en ligne Circus rejoignant le Groupe de génie civil Wanty et le distributeur de matériaux Gobert. Mais l'équipe n'est pas invitée sur le Tour de France pour la première fois depuis quatre ans. En janvier de la même année, elle crée une équipe professionnelle de cyclo-cross sponsorisée par Tormans. Lors de cette saison marquée par l'arrêt des courses pendant plusieurs mois en raison du covid-19, l'équipe ne remporte que quatre courses et termine seulement 20e du classement mondial. Il s'agit de sa plus mauvaise saison depuis 2013.

### Depuis 2021: équipe World Tour

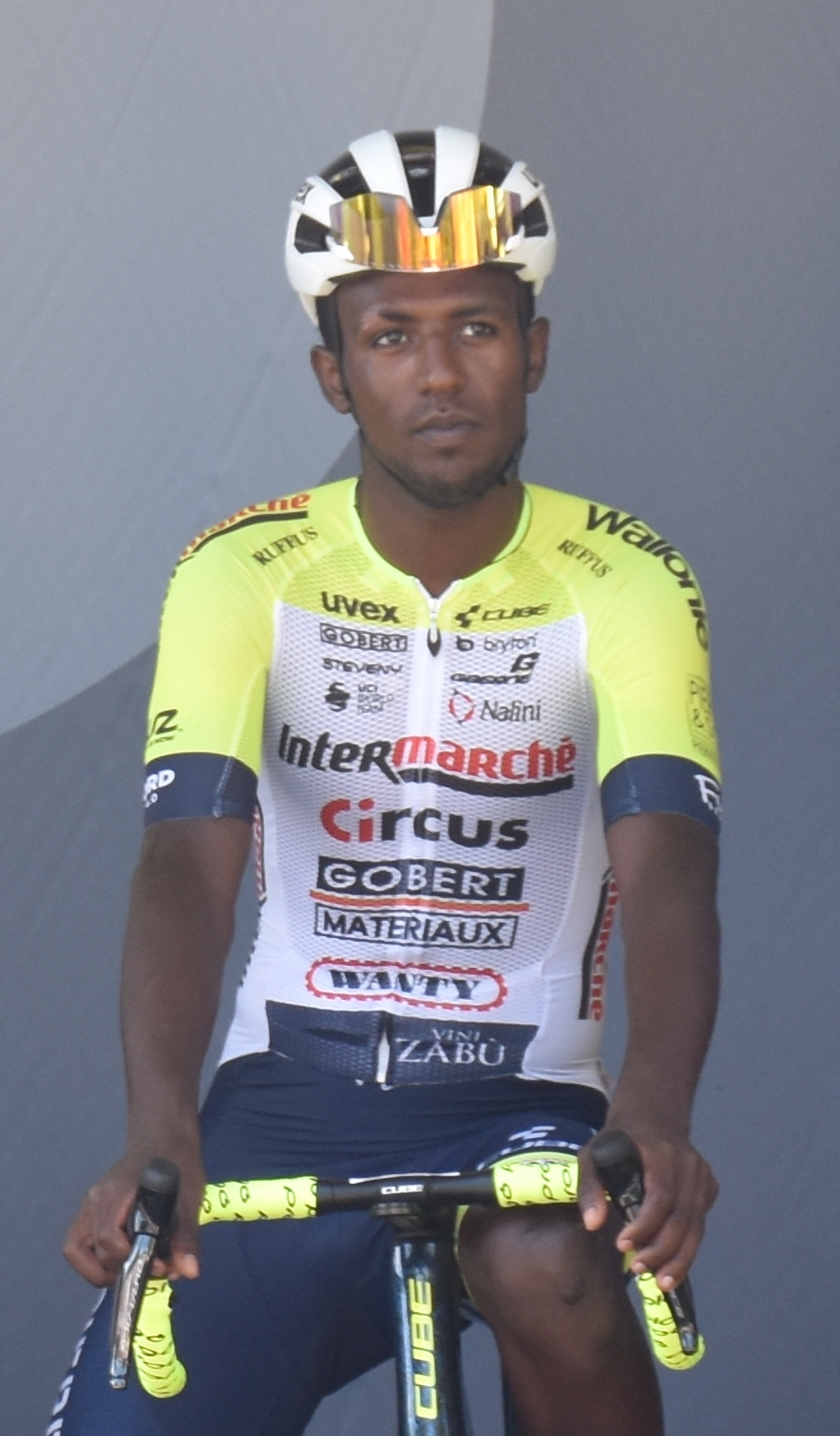
Biniam Girmay lors du Tour de France 2023.

En prévision de la saison 2021, l'équipe Circus-Wanty Gobert rachète à Continuum Sports, la licence UCI WorldTeam de l'équipe CCC. Cela lui permet de rejoindre l'UCI World Tour en 2021 et d'assurer sa place sur les grandes courses, dont le Tour de France,. En décembre 2020, l'équipe annonce que le sponsor Circus est remplacé par la coopérative de supermarchés française Intermarché, implantée au Portugal, en Belgique, en Pologne et en France (15 % de part de marché en France).
Pour sa première saison dans le World Tour en 2021, l'équipe Intermarché-Wanty-Gobert Matériaux connait des débuts compliqués. Sans résultats notables sur les classiques du printemps, elle doit attendre le mois de mai et la victoire d'étape de Taco van der Hoorn sur le Tour d'Italie pour s'imposer enfin. Après plusieurs succès sur les courses de niveaux inférieures, ses coureurs vont ensuite s'illustrer sur le Tour d'Espagne avec la victoire d'étape de Rein Taaramäe et le maillot rouge porté durant une dizaine de jours par Taaramäe puis Odd Christian Eiking. Sur les classiques, les meilleurs résultats sont des quatrièmes place sur la Classique de Saint-Sébastien et Eschborn-Francfort. Au total, l'équipe décroche neuf victoires et une 14e place au classement UCI.
En 2022, elle réalise sa meilleure saison depuis sa création, avec un record de 24 victoires, dont 5 en World Tour. Terminant à une historique cinquième place du classement mondial, elle est même la meilleure équipe de Belgique, devant Quick-Step Alpha Vinyl. L'année est marquée par l'éclosion de Biniam Girmay avec 4 succès, dont Gand-Wevelgem et une étape du Tour d'Italie. Il obtient également de nombreux podiums sur les courses d'un jour, dont une troisième place sur le Grand Prix cycliste de Québec. À 22 ans, avec son profil de sprinteur-puncheur, il incarne l'avenir de l'équipe. Arrivée au début de saison après trois ans difficiles, Alexander Kristoff se relance dans l'équipe en signant 16 podiums dont 5 victoires. Il est notamment troisième d'Eschborn-Francfort. Le grimpeur Louis Meintjes termine septième du Tour de France et onzième du Tour d'Espagne, où il gagne une étape. Deuxième de Liège-Bastogne-Liège et troisième de la Bemer Cyclassics, Quinten Hermans est l'autre surprise de la saison. De son côté, Jan Hirt remporte une étape du Tour d'Italie, où il prend la sixième place au général, juste devant son coéquipier Domenico Pozzovivo (huitième à 40 ans). Gerben Thijssen décroche trois victoires, tandis que l'équipe réalise un Paris-Roubaix mémorable en placant six coureurs dans les 23 premiers, dont Tom Devriendt quatrième.
Lors de l'année 2023, la formation Intermarché-Circus-Wanty retrouve une place plus habituelle, en se classant 14e du classement mondial, avec 20 succès, dont 4 sur le World Tour. Moins en réussite, Biniam Girmay décroche deux victoires. Hugo Page se classe deuxième de la Cadel Evans Great Ocean Road Race, tandis que Rui Costa gagne cinq courses, dont une étape du Tour d'Espagne. En 2024, l'équipe mise sur les jeunes. Si elle se classe à nouveau dans le top 15 du classement UCI avec seulement 13 victoires, elle marque les esprits avec un Tour de France historique où Biniam Girmay remporte trois étapes et le classement par points. Sur les classiques, il est deuxième du Grand Prix de Québec et troisième de la Bemer Cyclassics. Georg Zimmermann prend également la dernière place du podium sur la Cadel Evans Great Ocean Road Race.

## Dopage
En 2013, Stefan van Dijk est suspendu huit ans par la Commission antidopage belge, pour avoir suivi un traitement d'ozonothérapie pour soigner une mononucléose en 2011,.

## Principaux coureurs depuis les débuts
Ce tableau présente les résultats obtenus au sein de l'équipe par une sélection de coureurs qui se sont distingués soit par le rôle de leader ou de capitaine de route qui leur a été attribué pendant tout ou partie de leur passage dans l'équipe, leur longévité au sein de celle-ci, soit en remportant une course majeure pour l'équipe, soit encore par leur place dans l'histoire du cyclisme en général. La majorité des coureurs cités se distinguent par plusieurs de ces caractéristiques.
| Nom                | Naissance | Nationalité    | Arrivée | Départ | Résultats |
| ------------------ | --------- | -------------- | ------- | ------ | --- |
| Enrico Gasparotto  | 1982      | Italie         | 2015    | 2016   | Amstel Gold Race (2016) |
| Quinten Hermans    | 1995      | Belgique       | 2020    | 2022   | 2e de Liège-Bastogne-Liège (2022) 3e de la Cyclassics Hamburg (2022) |
| Jan Hirt           | 1991      | Tchéquie       | 2021    | 2022   | 1 étape du Tour d'Italie (2022) 6e du Tour d'Italie (2022) |
| Domenico Pozzovivo | 1982      | Italie         | 2022    | 2022   | 8e du Tour d'Italie (2022) |
| Alexander Kristoff | 1987      | Norvège        | 2022    | 2022   | 3e de l'Eschborn-Francfort (2022) |
| Rui Costa          | 1986      | Portugal       | 2023    | 2023   | 1 étape du Tour d'Espagne (2023) |
| Rein Taaramäe      | 1987      | Estonie        | 2021    | 2024   | 1 étape du Tour d'Espagne (2021) |
| Mike Teunissen     | 1992      | Pays-Bas       | 2023    | 2024   | 1 étape du Renewi Tour (2023) |
| Taco van der Hoorn | 1993      | Pays-Bas       | 2021    |        | 1 étape du Tour d'Italie (2021) 1 étape du Benelux Tour (2021) |
| Biniam Girmay      | 2000      | Érythrée       | 2021    |        | Gand-Wevelgem (2022) 3 étapes du Tour de France (2024) Maillot vert du Tour de France (2024) 1 étape du Tour d'Italie (2022) 1 étape du Tour de Suisse (2023) 2e du Grand Prix de Québec (2024) 3e du Grand Prix de Québec (2022) 3° de la BEMER Classic (2024) |
| Louis Meintjes     | 1992      | Afrique du Sud | 2021    |        | 1 étape du Tour d'Espagne (2022) 1 étape du Tour du Pays basque (2024) 7e du Tour de France (2022) |
| Georg Zimmermann   | 1997      | Allemagne      | 2021    |        | 1 étape du Critérium du Dauphiné (2023) 3e de la Cadel Evans (2024) |
| Gerben Thijssen    | 1998      | Belgique       | 2022    |        | 1 étape du Tour de Pologne (2022) |
| Hugo Page          | 2001      | France         | 2022    |        | 2e de la Cadel Evans Great Ocean Road Race (2023) |

## Principales victoires

### Courses d'un jour
Victoires sur les classiques de niveau World Tour ou équivalent (en gras les victoires sur les classiques « Monuments ») :
- Amstel Gold Race : 2016 (Enrico Gasparotto)
- Gand-Wevelgem : 2022 (Biniam Girmay)

Victoires sur les autres courses d'un jour :
- Arno Wallaard Memorial: 2010 (Stefan van Dijk)
- Omloop der Kempen: 2010 (Stefan van Dijk)
- Polynormande : 2010 (Andy Cappelle), 2014 (Jan Ghyselinck)
- Grand Prix de la ville de Zottegem : 2010 (Stefan van Dijk)
- Circuit du Houtland : 2010 (Stefan van Dijk), 2017 (Tom Devriendt), 2021 (Taco van der Hoorn) et 2023 (Gerben Thijssen)
- Beverbeek Classic : 2011 (Evert Verbist)
- Dwars door het Hageland : 2011 (Grégory Habeaux)
- Grand Prix Jef Scherens : 2012 (Steven Caethoven), 2015 (Björn Leukemans), 2016 (Dimitri Claeys)
- Circuit du Pays de Waes : 2014 (Danilo Napolitano)
- Gooikse Pijl : 2014 (Roy Jans), 2017 (Kenny Dehaes), 2020 (Danny van Poppel), 2022 (Gerben Thijssen)
- Tour du Finistère : 2015 (Tim De Troyer)
- Tour du Limbourg : 2015 (Björn Leukemans), Kenny Dehaes (2016) et Gerben Thijssen (2023)
- Druivenkoers Overijse : 2015, 2016 et 2017 (Jérôme Baugnies), 2018 (Xandro Meurisse)
- Coupe Sels : 2015 (Robin Stenuit), 2018 (Timothy Dupont)
- Internationale Wielertrofee Jong Maar Moedig : 2016 et 2018 (Jérôme Baugnies)
- Prix national de clôture : 2016 (Roy Jans)
- Le Samyn : 2017 (Guillaume Van Keirsbulck), 2024 (Laurenz Rex)
- Tour de Toscane : 2017 (Guillaume Martin)
- Coppa Sabatini : 2017 (Andrea Pasqualon)
- Grand Prix de Plumelec-Morbihan : 2018 (Andrea Pasqualon)
- Grand Prix de la ville de Zottegem/Egmont Cycling Race : 2018 (Jérôme Baugnies) et 2021 (Danny van Poppel)
- Antwerp Port Epic : 2018 (Guillaume Van Keirsbulck), 2019 (Aimé De Gendt)
- Tour du Doubs : 2020 (Loïc Vliegen)
- Classic Grand Besançon Doubs : 2021 (Biniam Girmay)
- Binche-Chimay-Binche : 2021 (Danny van Poppel)
- Trofeo Alcudia : 2022 (Biniam Girmay)
- Clasica Almeria : 2022 (Alexander Kristoff)
- GP de l'escaut : 2022 (Alexander Kristoff)
- Circuit de Wallonie : 2022 (Andrea Pasqualon)
- Tour des Apennins : 2022 (Louis Meintjes)
- Trofeo Calvia : 2023 (Rui Costa)
- Trofeo Andratx : 2023 (Kobe Goosens)
- Trofeo Serra de Tramuntana : 2023 (Kobe Goosens)
- Grand Prix Jean-Pierre Monseré : 2023 (Gerben Thijssen)
- Bredene Koksijde Classic : 2023 (Gerben Thijssen)
- Japan Cup : 2023 (Rui Costa)
- Trofeo Palma : 2024 (Gerben Thijssen)
- Surf Coast Classic : 2024 (Biniam Girmay)
- Circuit franco-belge : 2024 (Biniam Girmay)
- Elfstedenrace : 2024 (Taco van der Hoorn)

### Courses par étapes
- Rhône-Alpes Isère Tour : 2017 (Marco Minnaard)
- Tour du Jura (France) : 2017 (Thomas Degand)
- Tour du Gévaudan : 2017 (Guillaume Martin)
- Circuit de la Sarthe-Pays de la Loire : 2018 (Guillaume Martin)
- Tour de Luxembourg : 2018 (Andrea Pasqualon)
- Tour du lac Taihu : 2018 (Boris Vallée)
- Tour de Wallonie : 2019 (Loïc Vliegen)
- Tour de Murcie : 2020 (Xandro Meurisse)
- Tour d'Oman : 2022 (Jan Hirt)
- Sazka Tour : 2022 (Lorenzo Rota)
- Tour de la Communauté valencienne : 2023 (Rui Costa)
- ZLM Tour : 2024 (Rune Herregodts)

### Championnats nationaux
- Championnats d'Érythrée sur route : 1
  - Contre-la-montre : 2022 (Biniam Girmay)
- Championnats d'Estonie sur route : 4
  - Contre-la-montre : 2021, 2022, 2023 et 2024 (Rein Taaramäe)

- Championnats du Luxembourg de cyclo-cross : 1
  - Élites : 2011 (Jempy Drucker)

## Bilan sur les grands tours
- Tour de France

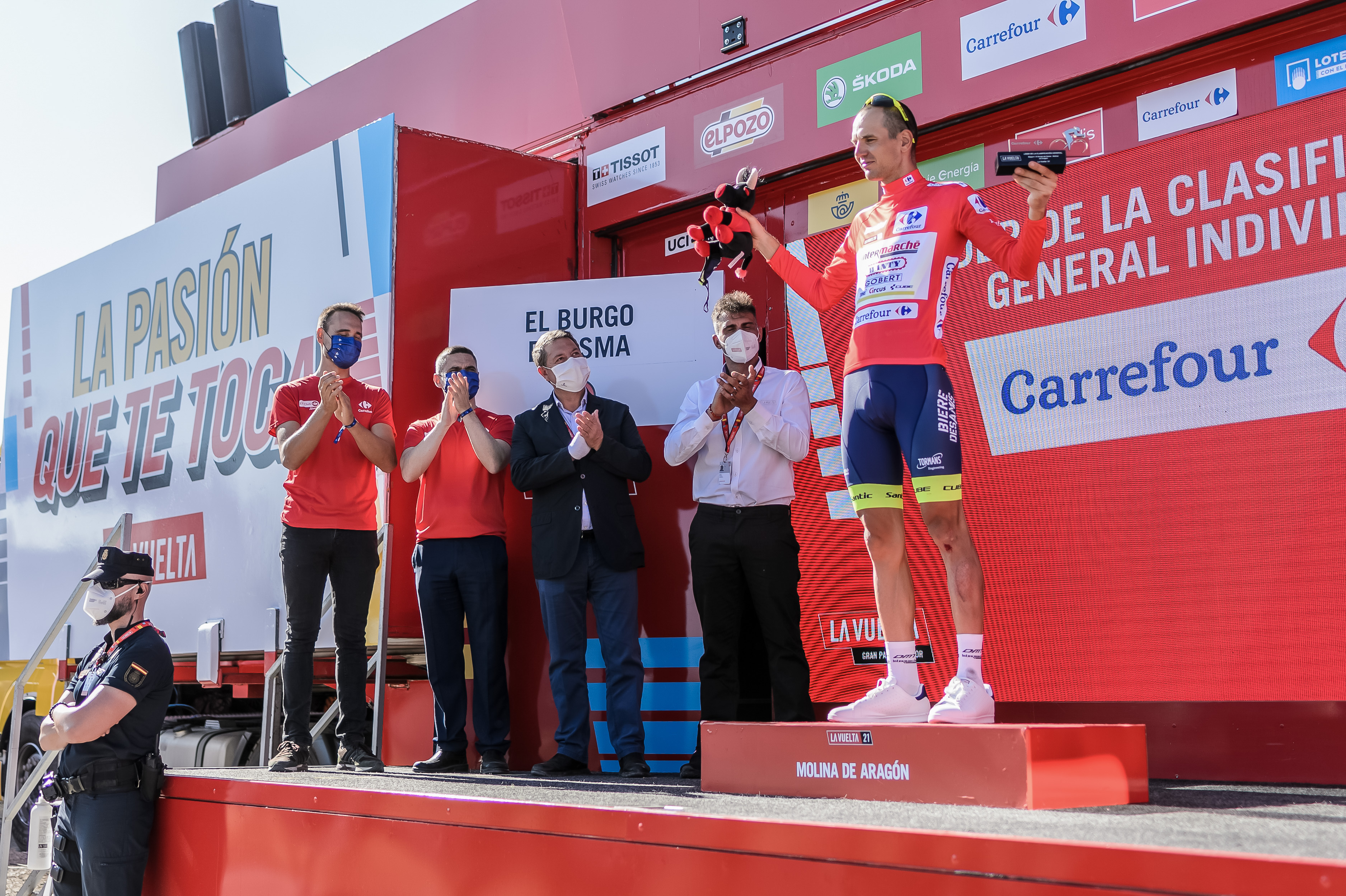
Rein Taaramäe est devenu le premier coureur de l'équipe à porter la maillot de leader d'un Grand Tour après sa victoire d'étape sur le Tour d'Espagne 2021.

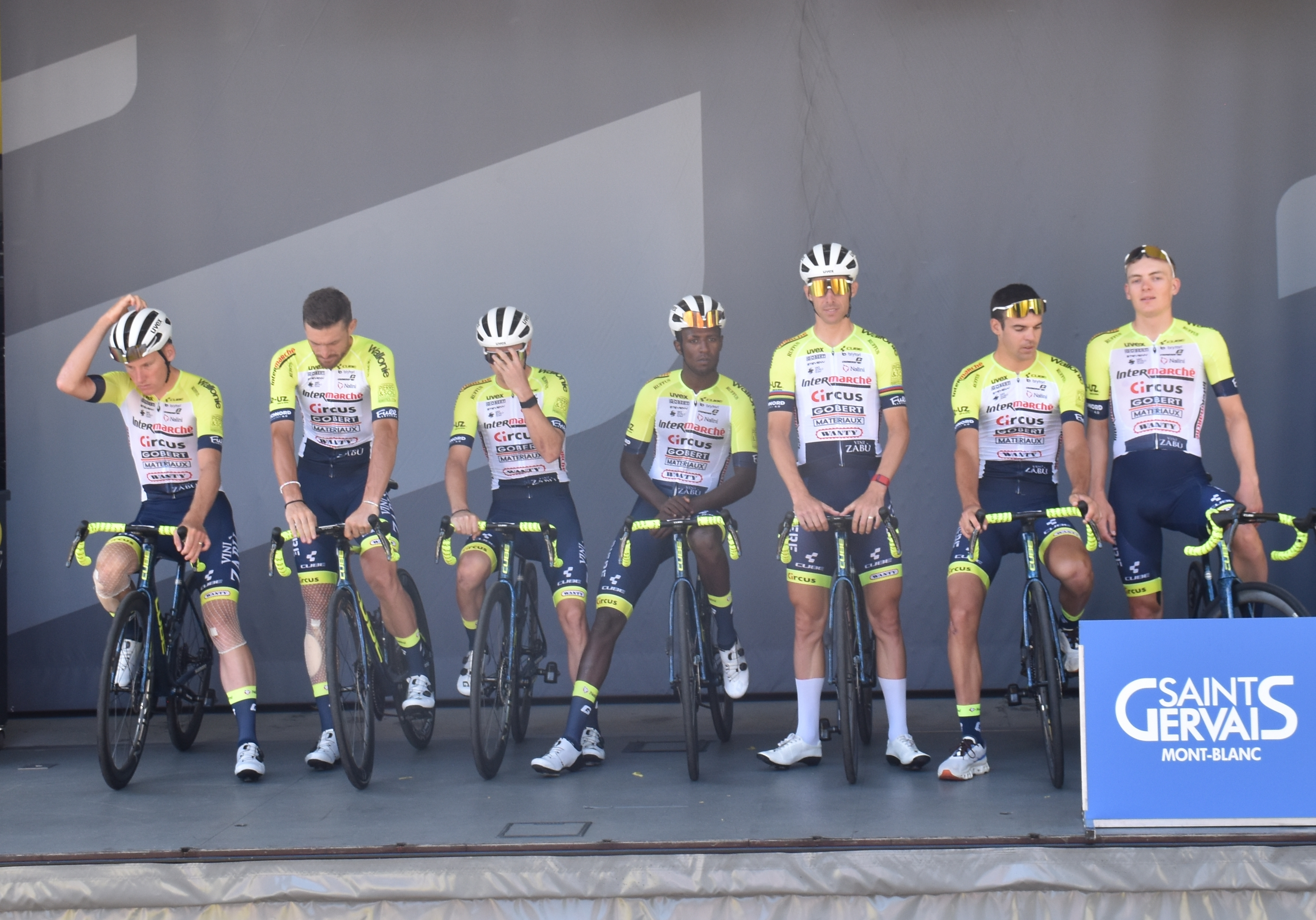
L'équipe Intermarché-Circus-Wanty-Groupe Gobert au départ de la 17e étape du Tour de France 2023.

  - 7 participations (2017, 2018, 2019, 2021, 2022, 2023, 2024)
  - 3 victoires d'étapes
    - 3 en 2024 : Biniam Girmay

  - 1 classement annexe :
    -  Classement par points : Biniam Girmay (2024)

  - Meilleur classement individuel : 7e en 2022 (Louis Meintjes)
- Tour d'Italie
  - 4 participations (2021, 2022, 2023, 2024)
  - 3 victoires d'étapes
    - 1 en 2021 : Taco van der Hoorn
    - 2 en 2022 : Biniam Girmay et Jan Hirt

  - Meilleur classement individuel : 6e en 2022 (Jan Hirt)
- Tour d'Espagne
  - 4 participations (2021, 2022, 2023, 2024)
  - 3 victoires d'étapes
    - 1 en 2021 : Rein Taaramäe
    - 1 en 2022 : Louis Meintjes
    - 1 en 2023 : Rui Costa

  - Meilleur classement individuel : 11e en 2021 (Odd Christian Eiking) et 2022 (Louis Meitjes)

## Classements UCI
Jusqu'en 2020, l'équipe participe aux circuits continentaux et principalement à des épreuves de l'UCI Europe Tour. Les tableaux ci-dessous présentent les classements de l'équipe sur les différents circuits, ainsi que son meilleur coureur au classement individuel.
UCI Africa Tour
| UCI Africa Tour | UCI Africa Tour        | UCI Africa Tour                           | UCI Africa Tour |
| Année           | Classement par équipes | Meilleur coureur au classement individuel |                 |
| --------------- | ---------------------- | ----------------------------------------- | --------------- |
| 2011            | 16e                    | Thomas Degand (112e)                      |                 |
| 2014            | 6e                     | Roy Jans (44e)                            |                 |
| 2015            | 15e                    | Tim De Troyer (115e)                      |                 |
| 2021            | -                      | Biniam Girmay (1er)                       |                 |
| 2022            | -                      | Biniam Girmay (1er)                       |                 |
| 2023            | -                      | Biniam Girmay (2e)                        |                 |
| 2024            | -                      | Biniam Girmay (1er)                       |                 |
|                 |                        |                                           |                 |
| Source : UCI    |                        |                                           |                 |

UCI America Tour
| UCI America Tour | UCI America Tour       | UCI America Tour                          | UCI America Tour |
| Année            | Classement par équipes | Meilleur coureur au classement individuel |                  |
| ---------------- | ---------------------- | ----------------------------------------- | ---------------- |
| 2013             | 35e                    | Will Routley (215e)                       |                  |
|                  |                        |                                           |                  |
| Source : UCI     |                        |                                           |                  |

UCI Asia Tour
| UCI Asia Tour | UCI Asia Tour          | UCI Asia Tour                             | UCI Asia Tour |
| Année         | Classement par équipes | Meilleur coureur au classement individuel |               |
| ------------- | ---------------------- | ----------------------------------------- | ------------- |
| 2011          | 35e                    | David Kemp (73e)                          |               |
| 2016          | 73e                    | Roy Jans (339e)                           |               |
| 2017          | 79e                    | Andrea Pasqualon (285e)                   |               |
| 2018          | 23e                    | Boris Vallée (32e)                        |               |
|               |                        |                                           |               |
| Source : UCI  |                        |                                           |               |

UCI Europe Tour
| UCI Europe Tour | UCI Europe Tour        | UCI Europe Tour                           | UCI Europe Tour |
| Année           | Classement par équipes | Meilleur coureur au classement individuel |                 |
| --------------- | ---------------------- | ----------------------------------------- | --------------- |
| 2009            | 28e                    | Stefan van Dijk (25e)                     |                 |
| 2010            | 9e                     | Stefan van Dijk (2e)                      |                 |
| 2011            | 13e                    | Stefan van Dijk (6e)                      |                 |
| 2012            | 20e                    | Steven Caethoven (39e)                    |                 |
| 2013            | 26e                    | Jempy Drucker (39e)                       |                 |
| 2014            | 2e                     | Jempy Drucker (12e)                       |                 |
| 2015            | 7e                     | Roy Jans (14e)                            |                 |
| 2016            | 1er                    | Kenny Dehaes (12e)                        |                 |
| 2017            | 1er                    | Kenny Dehaes (9e)                         |                 |
| 2018            | 1er                    | Timothy Dupont (3e)                       |                 |
| 2019            | 2e                     | Guillaume Martin (35e)                    |                 |
| 2020            | 3e                     | Aimé De Gendt (64e)                       |                 |
| 2021            | -                      | Danny van Poppel (26e)                    |                 |
| 2022            | -                      | Alexander Kristoff (8e)                   |                 |
| 2023            | -                      | Rui Costa (31e)                           |                 |
| 2024            | -                      | Gerben Thijssen (70e)                     |                 |
|                 |                        |                                           |                 |
| Source : UCI    |                        |                                           |                 |

UCI Oceania Tour
| UCI Oceania Tour | UCI Oceania Tour       | UCI Oceania Tour                          | UCI Oceania Tour |
| Année            | Classement par équipes | Meilleur coureur au classement individuel |                  |
| ---------------- | ---------------------- | ----------------------------------------- | ---------------- |
| 2017             | 12e                    | Dion Smith (25e)                          |                  |
| 2018             | 19e                    | Dion Smith (115e)                         |                  |
| 2023             | -                      | Dion Smith (35e)                          |                  |
|                  |                        |                                           |                  |
| Source : UCI     |                        |                                           |                  |

En 2016, le Classement mondial UCI qui prend en compte toutes les épreuves UCI est mis en place parallèlement à l'UCI World Tour et aux circuits continentaux. Il concerne toutes les équipes UCI.
| Classement mondial | Classement mondial     | Classement mondial                        | Classement mondial |
| Année              | Classement par équipes | Meilleur coureur au classement individuel |                    |
| ------------------ | ---------------------- | ----------------------------------------- | ------------------ |
| 2016               | -                      | Enrico Gasparotto (52e)                   |                    |
| 2017               | -                      | Kenny Dehaes (83e)                        |                    |
| 2018               | -                      | Andrea Pasqualon (60e)                    |                    |
| 2019               | 17e                    | Guillaume Martin (45e)                    |                    |
| 2020               | 20e                    | Aimé De Gendt (78e)                       |                    |
| 2021               | 14e                    | Danny van Poppel (30e)                    |                    |
| 2022               | 5e                     | Alexander Kristoff (8e)                   |                    |
| 2023               | 14e                    | Rui Costa (38e)                           |                    |
| 2024               | 15e                    | Biniam Girmay (9e)                        |                    |
|                    |                        |                                           |                    |
| Source : UCI       |                        |                                           |                    |

## Intermarché-Wanty en 2025
| Effectif 2025             | Effectif 2025     | Effectif 2025    | Effectif 2025                           |
| Cycliste                  | Date de naissance | Pays             | Équipe précédente                       |
| ------------------------- | ----------------- | ---------------- | --------------------------------------- |
| Huub Artz                 | 14 mai 2002       | Pays-Bas         | Wanty-Re Uz-Technord (2024)             |
| Louis Barré               | 6 avril 2000      | France           | Arkéa-B&B Hotels (2024)                 |
| Kamiel Bonneu             | 1 août 1999       | Belgique         | Team Flanders-Baloise (2024)            |
| Vito Braet                | 2 novembre 2000   | Belgique         | Team Flanders-Baloise (2023)            |
| Francesco Busatto         | 1 novembre 2002   | Italie           | Circus-Re Uz-Technord (2023)            |
| Kevin Colleoni            | 11 novembre 1999  | Italie           | Team Jayco AlUla (2023)                 |
| Dries De Pooter           | 8 novembre 2002   | Belgique         | Hagens Berman Axeon (2022)              |
| Alexy Faure Prost         | 22 avril 2004     | France           | Circus-Re Uz-Technord (2023)            |
| Biniam Girmay             | 2 avril 2000      | Érythrée         | Delko (2021)                            |
| Kobe Goossens             | 29 avril 1996     | Belgique         | Lotto-Soudal (2021)                     |
| Alexander Kamp            | 14 décembre 1993  | Danemark         | Tudor Pro Cycling Team (2024)           |
| Gerben Kuypers            | 1 février 2000    | Belgique         | Wanty-Re Uz-Technord (2024)             |
| Arne Marit                | 21 janvier 1999   | Belgique         | Sport Vlaanderen-Baloise (2022)         |
| Louis Meintjes            | 21 février 1992   | Afrique du Sud   | NTT Pro Cycling (2020)                  |
| Hugo Page                 | 24 juillet 2001   | France           | Équipe continentale Groupama-FDJ (2021) |
| Tom Paquot                | 22 septembre 1999 | Belgique         | Bingoal Pauwels Sauces WB (2022)        |
| Simone Petilli            | 4 mai 1993        | Italie           | UAE Team Emirates (2019)                |
| Adrien Petit              | 26 septembre 1990 | France           | TotalEnergies (2021)                    |
| Laurenz Rex               | 15 décembre 1999  | Belgique         | Bingoal Pauwels Sauces WB (2022)        |
| Lorenzo Rota              | 23 mai 1995       | Italie           | Vini Zabù-Brado-KTM (2020)              |
| Jonas Rutsch              | 24 janvier 1998   | Allemagne        | EF Education-EasyPost (2024)            |
| Dion Smith                | 3 mars 1993       | Nouvelle-Zélande | Team BikeExchange-Jayco (2022)          |
| Gerben Thijssen           | 21 juin 1998      | Belgique         | Lotto-Soudal (2021)                     |
| Luca Van Boven            | 6 janvier 2000    | Belgique         | Bingoal WB (2024)                       |
| Gijs Van Hoecke           | 12 novembre 1991  | Belgique         | Human Powered Health (2023)             |
| Roel van Sintmaartensdijk | 8 mai 2001        | Pays-Bas         | Circus-Re Uz-Technord (2023)            |
| Georg Zimmermann          | 11 octobre 1997   | Allemagne        | CCC Team (2020)                         |
| Taco van der Hoorn        | 4 décembre 1993   | Pays-Bas         | Jumbo-Visma (2020)                      |
|                           |                   |                  |                                         |
| Source : ProCyclingStats  |                   |                  |                                         |

Victoires
| Victoires | Victoires                             | Victoires | Victoires | Victoires        | Victoires |
| Date      | Course                                | Pays      | Classe    | Vainqueur        |           |
| --------- | ------------------------------------- | --------- | --------- | ---------------- | --------- |
| 5 avr.    | Volta NXT Classic                     | Pays-Bas  | 1.1       | Dion Smith       |           |
| 18 avr.   | Classement général, Tour des Abruzzes | Italie    | 2.1       | Georg Zimmermann |           |
| 29 juin   | Championnat d'Allemagne sur route     | Allemagne | CN        | Georg Zimmermann |           |

## Saisons précédentes
- Wanty-Groupe Gobert en 2014
- Wanty-Groupe Gobert en 2015
- Wanty-Groupe Gobert en 2016
- Wanty-Groupe Gobert en 2017
- Wanty-Groupe Gobert en 2018
- Wanty-Gobert en 2019

- Intermarché-Wanty-Gobert Matériaux en 2021
- Intermarché-Wanty-Gobert Matériaux en 2022
- Intermarché-Circus-Wanty en 2023
- Intermarché-Wanty en 2024